# Școala Română de la Fontenay-aux-Roses
Școala Română de la Fontenay-aux-Roses (franceză École roumaine de Fontenay-aux-Roses), de lângă Paris, a fost înființată prin decret regal în 1922, cu Nicolae Iorga la direcție. În cadrul acesteia, până în 1946, au activat ca bursieri/cercetători Scarlat Lambrino, Constantin C. Giurescu, Grigore Nandriș, Basil Munteanu, P.P. Panaitescu, Al. Rosetti, Alexandru Elian, Octavian Vuia, Eufrosina Dvoicenco, Francisc Pall, Sever Burada, Ion Mușlea, Richard Hette, Vasile Băncilă, Dumitru Murărașu, Ion Irimescu, Emil Turdeanu, Alexandru Ciorănescu, Nichita P. Smochină, Ion Breazu, Haralambie Mihăescu, Vasile Blendea și mulți alții.
Școala Română de la Paris, cum mai era cunoscută, fondată în 1920 și condusă de Nicolae Iorga, s-a inaugurat oficial la 2 iulie 1922. Aici, tinerii absolvenți ai Universităților din București, Iași, Cluj și Cernăuți își desăvârșeau pregătirea în specialitățile istorie, filologie și artă.
În articolul „Școala românească de la Fontenay-aux-Roses” apărut în 1923 în revista orădeană „Cele Trei Crișuri” , Istoricul Nicolae Iorga oferă o serie de informații despre Școala Română de la Fontenay-aux-Roses, așezată la 5 km sud de Paris, înființată în același timp cu Accademia di Romania din Roma. Ambele Școli, de la Paris și Roma, au putut să reziste unui fenomen cum a fost cel de-al Doilea Război Mondial, dar au fost închise la doi ani după încetarea războiului, în anul 1947, prin dispoziția ministrului de externe, Ana Pauker.
În 1941, profesorul Constantin Marinescu a fost numit director la Școala Română de la Fontenay-aux-Roses de lângă Paris. În 1948, după ce a fost demis din funcție și exclus din Academie, a refuzat să se reîntoarcă în țară, predând la mai multe universități din Occident.